# حسین رئیسی
حسین رئیسی سیاستمدار اصولگرای ایرانی است. وی موفق شد در یازدهمین انتخابات مجلس شورای اسلامی که در تاریخ ۲ اسفند ۱۳۹۸ برگزار شد، با کسب ۱۰۳ هزار و ۴۷۰ رای از مجموع ۲۳۵ هزار و ۲۲ رای، از حوزه انتخابیه میناب، رودان، بشاگرد، جاسک و سیریک از استان هرمزگان انتخاب گردد و به مجلس راه یابد.دوره یازدهم مجلس شورای اسلامی